# Odontopleurida
Los odontopléuridos (Odontopleurida) son un orden de trilobites que aparecieron en el registro en el Cámbrico medio y desaparecieron en el Devónico superior. Su tórax poseía entre 8 y 13 segmentos, y presentaban gran cantidad de espinas y tubérculos. En algunas clasificaciones Odontopleurida posee estatus de superfamilia (Odontopleuroidea) debido a sus similitudes con el orden Lichida.

## Taxonomía
Se reconocen los siguientes géneros:
Familia Odontopleuridae
- Acanthalomina
- ?Acidaspidella
- ?Acidaspides
- Acidaspis
- Anacaenaspis
- Apianurus
- Archaeopleura
- Boedaspis
- Borkopleura
- Brutonaspis
- Calipernurus
- Ceratocara
- Ceratocephala
- Ceratocephalinus
- Ceratonurus
- Chlustinia
- Dalaspis
- Diacanthaspis
- Dicranurus
- Dudleyaspis
- Edgecombeaspis
- Eoleonaspis
- Exallaspis
- Gaotania
- Globulaspis
- Hispaniaspis
- Isoprusia
- Ivanopleura
- Kettneraspis
- Koneprusia
- Laethoprusia
- Leonaspis
- Meadowtownella
- Miraspis
- Ningnanaspis
- Odontopleura
- Orphanaspis
- Periallaspis
- Primaspis
- Proceratocephala
- Radiaspis
- Rinconaspis
- Selenopeltis
- Selenopeltoides
- Sinespinaspis
- Stelckaspis
- Taemasaspis
- Uriarra
- Whittingtonia

Familia Damesellidae
- ?Adelogonus
- Bergeronites
- Blackwelderia
- Blackwelderioides
- Chiawangella
- Cyrtoprora
- Damesella
- Damesops
- Dipentaspis
- Dipyrgotes
- Neodrepanura
- Duamsannella
- Fengduia
- Guancenshania
- ?Hercantyx
- Histiomona
- Jiawangaspis
- Karslanus [3]
- Liuheaspis
- Metashantungia
- Neodamesella
- Palaeadotes,
- Paradamesella
- Parashantungia
- Pingquania
- Pionaspis
- Protaitzehoia
- Pseudoblackwelderia
- Shantungia
- Stephanocare
- Taihangshania
- Taitzehoia
- Teinistion
- Xintaia
- Yanshanopyge